# Cryptoerithus lawlessi
Cryptoerithus lawlessi är en spindelart som beskrevs av Norman I. Platnick och Baehr 2006. Cryptoerithus lawlessi ingår i släktet Cryptoerithus och familjen Prodidomidae.
Artens utbredningsområde är Queensland. Inga underarter finns listade i Catalogue of Life.